# Hans Winkler (Widerstandskämpfer)
Hans Winkler (* 18. April 1906 in Berlin; † 18. November 1987) war ein deutscher Justizangestellter und Mitglied der Widerstandsgruppe „Gemeinschaft für Frieden und Aufbau“ während der Zeit des Nationalsozialismus.

## Biografie
Hans Winkler wurde in eine sozialdemokratisch geprägte Familie geboren. Er machte eine Ausbildung in der Verwaltung. Seit 1925 oder 1926 arbeitete er im Amtsgericht Luckenwalde. Er heiratete Frida Klaehn, und 1929 und 1931 wurden ihre beiden Kinder Horst und Ruth geboren.
Zu Beginn der Zeit des Nationalsozialismus musste Hans Winkler im November 1933 Verhöre von Mitgliedern der Kommunistischen Partei Deutschlands (KPD) protokollieren, die gefoltert wurden. Seither war er ein Gegner des NS-Regimes.
Weil er Kontakt zur Familie von Günther Samuel, einem jüdischen Freund, hatte, wurde er Zeuge der erdrückenden Lebensumstände der Juden und ihrer Verzweiflung.
Als ihn Ende 1941 ein Ehepaar um Hilfe bat, die er nicht gewähren konnte, begann er nach Verbündeten zu suchen. Er erbat Geld und Lebensmittelspenden von Geschäftsleuten und Selbstständigen. Im August 1943 versteckte er einen jungen Juden, der fast ein Jahr lang in der kleinen Zweizimmerwohnung der Winklers lebte. Schließlich hatte er ein Netzwerk in Luckenwalde aufgebaut, das ständig sechs bis zehn Juden versteckte.
Im September 1943 traf sich Hans Winkler mit Werner Scharff, einem Juden, der aus dem Ghetto Theresienstadt geflohen war. Sowohl Winkler als auch Scharff sprachen mit Freunden und Bekannten, um Unterstützung zu erhalten. Es bildete sich eine Widerstandsgruppe, die zwischen Juni 1943 und Oktober 1944 aktiv war.
Die Gruppe versorgte die versteckten Juden mit Lebensmitteln, Geld und Unterkünften. Außerdem stahlen und fälschten sie Pässe. 1944 verfasste und verteilte die Gruppe drei Flugblätter, in denen sie zum passiven Widerstand gegen die Nazis aufriefen, zum Niederlegen der Waffen, um den Krieg zu beenden, und dazu „Lüge und Mord der Nazis ein Ende zu bereiten.“ Als sie die Flugblätter verfassten, wollten sie auch einen Absender angeben. Deshalb gaben sie ihrer Gruppe den Namen „Gemeinschaft für Frieden und Aufbau“. Die Flugblätter wurden in Luckenwalde und Berlin vervielfältigt. Die Gruppe trug Adressen aus Telefonbüchern und den Traueranzeigen gefallener Soldaten zusammen. Sie warfen Briefe mit Flugblättern in Briefkästen verschiedener Städte, um nicht die Aufmerksamkeit auf Luckenwalde zu lenken. Jedes Flugblatt enthielt einen Aufruf, Kopien an weitere Personen zu schicken. Die Flugblätter hatten eine Auflage von bis zu 3500 Stück. In einer weiteren Aktion vom Februar 1944 verschickte die Gruppe ein fingiertes Todesurteil an zwei jüdische Spione, die gegen das Versprechen, selbst nicht deportiert zu werden, Juden, die im Untergrund lebten, an die Gestapo verrieten.
Im Oktober und Dezember 1944 wurden die meisten Mitglieder der Gruppe festgenommen. Trotzdem überlebte die Mehrheit bis zur Ankunft der Alliierten. Von den jüdischen Mitgliedern überlebte der Großteil im Gefängnis der Gestapo in Berlin, aber zwei Männer und eine Frau oder sechs Personen wurden ermordet, unter ihnen Werner Scharff. Die nichtjüdischen Mitglieder sollten in Potsdam vor Gericht gestellt werden, was aufgrund des Vorrückens der Roten Armee nicht mehr zustande kam. Von den von der Gruppe versteckten Juden überlebten sechs.